# Silvio Spann
Silvio Spann, född 21 augusti 1981, är en trinidadisk tidigare fotbollsspelare.
Silvio Spann spelade 40 landskamper för det trinidadiska landslaget. Han deltog bland annat i Concacaf Gold Cup 2005 och 2007.